# کاترین فریز
 کاترین فریز (انگلیسی: Katherine Freese؛ زاده ۱۹۵۷) یک فیزیک‌دان، و ستاره‌شناس است.